# Relationship Banking
Bei Relationship Banking (auch: feste Kunde-Bank-Beziehung) handelt es sich um eine Verbindung zwischen einer Hausbank und einem Kunden, die über die Ausführung von einfachen, anonymen Finanztransaktionen hinausgeht. Die Bank gewinnt dabei (vertrauliche) Informationen über den Kreditnehmer. Die Profitabilität wird anhand wiederholter Interaktion beurteilt. Dies umfasst Interaktionen über einen längeren Zeitraum als auch in Bezug auf die nachgefragten Produkte und Dienstleistungen.
Eine Hausbankbeziehung ist darüber hinaus auch durch den dominierenden Finanzierungsanteil der engagierten Bank charakterisiert. Die Hausbank trägt auf diese Weise auch „besondere Verantwortung“ in Krisensituationen des Kreditnehmers.

## Definition nach Boot (2000)
Quelle: Boot, A. W. A. “Relationship Banking: What do we know” Journal of Financial Intermediation, Vol. 9 (2000), pp. 7-25.
Laut Boot (2000) versteht man unter Relationship Banking die Bereitstellung von Finanzdienstleistungen durch einen Finanzintermediär.
Dabei versucht der Finanzintermediär
- spezifische, relevante und private Informationen über den Kunden zu erhalten
- durch mehrfache Interaktion mit dem Kunden die Profitabilität der Investitionen zu bewerten

## Theoretische Analyse des Relationship Banking: Das Modell von Petersen und Rajan
Quelle: Petersen/Rajan, The effect of credit market competition on lending relationships, in: the quarterly journal of economics, S. 407–443, 1995 (insbes. S. 407–414)

### Ausgangspunkt
Petersen und Rajan betrachten feste Kunde-Bank-Beziehungen.
Mischkalkulation über Zeit und Produkte
Im Fall einer langfristigen Hausbankbeziehung ist es für den Kreditgeber möglich, bei der Festlegung der Konditionen eine Mischkalkulation über die Zeit und über Produkte vorzunehmen.
Gewinn aus Vermeidung adverser Effekte
Auf diese Weise können Probleme asymmetrischer Information (adverse Selektion) und Moral Hazard (Erhöhung des Projektrisikos) reduziert werden. Voraussetzung ihres Modells für die Berechtigung einer Kunde-Bank-Beziehung ist die Monopolstellung des Kreditgebers.
Anfänglich werden die Zinsen relativ zur mittleren Kreditnehmerqualität zu niedrig gehalten. Dies zieht gute als auch schlechte Risiken an. Es bestehen also keine adversen Effekte.
Später werden die Zinsen entsprechend erhöht (größer als die durchschnittliche Kreditnehmerqualität), um den Verlust in der ersten Periode auszugleichen. Dies ist erfolgreich, da wegen der privaten Information, die die Bank nun hat, nur noch gute Kreditnehmer finanziert werden.

#### Annahmen

##### Kreditnehmertypen
Es gibt risikoneutrale gute und schlechte Kreditnehmer:
- Gute Kreditnehmer wählen ein Projekt das entweder sicher oder riskant sein kann im Anfangszeitpunkt.
- Schlechte Kreditnehmer zeichnen sich dadurch aus, dass sie das Projekt wählen, das nach einer Periode mit Sicherheit scheitert.

Erfolgreiche Unternehmen können also ein zweites Projekt unternehmen.
Die Bank kennt in der Anfangsperiode nicht die individuelle Qualität der Kreditnehmer, sondern nur den Anteil {\displaystyle \theta } guter Kreditnehmer (ex ante Informationsasymmetrie). Dies ändert sich nach einer Periode (t=1), dann herrscht wieder symmetrische Informationsverteilung; die Bank kennt die Kreditnehmerqualität. In dieser Zeit gewinnt die Bank weitgehende Informationen aus der Kreditbeziehung.

##### Gewinnentwicklung
Es werden weiterhin folgende Annahmen bezüglich des Gewinns und Verlustes getroffen:
- Die Abfolge sicherer Projekte erwirtschaftet einen Gewinn:

{\displaystyle y_{2}^{S}+y_{1}^{S}-I_{1}^{S}-I_{0}>0}
- Die Abfolge riskanter Projekte erwirtschaftet im Erwartungswert einen Verlust.

{\displaystyle p(y_{2}^{R}+y_{1}^{R}-I_{1}^{R})-I_{0}<0}
- Die sicheren Projekte in t = 1 haben gleiche erwartete Rückzahlungen und erwartete Investitionen. Die Rückzahlung sind dabei größer als die Investitionen.

{\displaystyle py_{2}^{R}=y_{2}^{S}>pI_{1}^{R}=I_{1}^{S}}
- Die Rückflüsse sind nicht ausreichend für die Finanzierung des Anschlussprojektes: Der Kreditbedarf ist

{\displaystyle I_{1}^{R}\geq I_{1}^{S}>y_{1}^{R}>y_{1}^{S}}

##### Laufzeit
Außerdem werden Kredite nur über eine Periode vergeben
- Kreditvergabe in {\displaystyle t=0} und {\displaystyle t=1}
- Grund für die einperiodige Kreditvergabe: keine Kreditsicherheiten, daher einzige Selektion über die Kreditlaufzeit.

Im Anfangszeitpunkt kennt die Bank nur die generelle Zusammensetzung einer Population von Kreditnehmern, jedoch nicht die Qualität eines einzelnen. Dies ändert sich nach der ersten Periode.
Der Kapitalmarktzins beträgt 0%.

##### Marktmacht
Annahme der Monopolstellung kritisch. Gründe für die Marktmacht sind:
- Vorteil aus längerer Beziehung zum Kunden
- Informationsvorsprung

In t=1 besitzt die Bank Marktmacht bzw. ein Monopol entsprechend
{\displaystyle {\frac {y_{2}^{S}}{I_{1}^{S}}}>M\geq 1}.

#### Mechanismus
Anfänglich werden die Zinsen relativ zur durchschnittlichen Kreditnehmerqualität niedrig gehalten. Auf diese Weise werden adverse Effekte und Informationsprobleme abgemildert. Die Bank kann dadurch Verluste machen, es findet eine Art Subventionierung statt.
Ein guter Kreditnehmer wählt in {\displaystyle t=0} das sichere Projekt, falls sein Erwartungsnutzen größer ist als beim riskanten Projekt:
{\displaystyle \max(y_{2}^{S}-M(I_{1}^{S}-(y_{1}^{S}-R_{1})),0)\geq \max(p(y_{2}^{R}-M(I_{1}^{R}-(y_{1}^{R}-R_{1}))),0)}
{\displaystyle R_{1}\leq {\frac {y_{1}^{S}-py_{1}^{R}}{1-p}}}
Die Bank vergibt einen Kredit in {\displaystyle t=0}, falls
- der gute Kreditnehmer das sichere Projekt in {\displaystyle t=0} wählt
- die erwartete Rückzahlung bei gegebenen Kapitalmarktzins von Null dem bereitgestellten Kapital entspricht

{\displaystyle \theta R_{1}-I_{0}+\theta (M[I_{1}^{S}-(y_{1}^{S}-R_{1})]-[I_{1}^{S}-((y_{1}^{S}-R_{1})]\geq 0}
{\displaystyle R_{1}\geq I_{0}/(\theta M)-(M-1)/M(I_{1}^{S}-y_{1}^{S})}
Mittels der beiden Ungleichungen für {\displaystyle R_{1}} lässt sich eine kritische Kreditnehmerqualität {\displaystyle \theta ^{*}(M)} berechnen, bei der die Bank gerade noch einen Kredit gewährt.
Nachdem die Kreditnehmerqualität nach einer Periode bekannt ist, gewährt die Bank in {\displaystyle t=1} nur noch den guten Kreditnehmern Kredit. Aufgrund ihrer Marktmacht kann sie dabei auch eine höhere Rückzahlung in {\displaystyle t=2} durchsetzen und so die geringere Rückzahlung in {\displaystyle t=1} wieder ausgleichen. Im Verhältnis zur mittleren Kreditnehmerqualität sind die Zinsen sind dann zu hoch.

#### Ergebnisse
- Mit steigender Marktmacht erhalten auch Kreditnehmer mit geringerer Qualität Kredit (jedenfalls für eine Periode).

- Die in {\displaystyle t=0} angebotene (im Vergleich zu einer Konkurrenzsituation unter den Banken) niedrige Rückzahlung {\displaystyle R_{1}} vermeidet Adverse Selektion und Risikoerhöhungen durch die Kapitalnehmer.

- In {\displaystyle t=1} kann die Bank bei geringem Wettbewerb eine höhere Rückzahlung {\displaystyle R_{2}} fordern (von den guten Kapitalnehmern) und somit die geringere Rückzahlung {\displaystyle R_{1}} (von den guten und schlechten Kapitalnehmern) nach der ersten Perioden {\displaystyle t=1} gegenfinanzieren.

- Die Anpassungsmöglichkeiten in mehrperiodigen Kreditbeziehungen ermöglichen Effizienzgewinne im Vergleich zu unveränderlichen Verträgen.

#### Diskussion
Marktmacht kann sich sowohl durch eingeschränkten Wettbewerb als auch durch einen Informationsvorsprung ergeben. Der Informationsvorsprung ergibt sich etwa durch Exklusivität d. h. Konzentration auf eine bestimmte Kundengruppe, die Dauer der Kundenbeziehung, die räumliche Nähe oder die gleichzeitige Nutzung anderer kreditfremder Bankprodukte.
Durch Information Spillover verlieren Banken an Marktmacht, da ihre Konkurrenz Zugang zu den Informationen bekommt, allerdings ohne dafür bezahlt zu haben.
Empirisch wurde der Nachweis gebracht für die Finanzierung von KMU in den Vereinigten Staaten.
Zu einem gegensätzlichen Zusammenhang zwischen Marktmacht und Relationship Banking kommen Boot und Thakor.